# Astan
Astan – Mehr als Musik war eine Metelener Musik- und Kulturzeitschrift der Schwarzen Szene mit einem Schwerpunkt auf den Bereich der Erotischen Fotografie.

## Geschichte und Bedeutung
Das Magazin erschien von Beginn an quartalsweise im Verlag des Verlag Stefan Mensing. Die Zeitschrift war vorwiegend in Deutschland, Österreich und der Schweiz erhältlich. Im Magazin wurden neben unbekannten Künstlern auch populäre Vertreter der Schwarzen Szene präsentiert. So wurden unter anderem Interviews mit Malice Mizer, Mark Benecke, Welle Erdball, Ville Valo (HIM), Stephan Groth (Apoptygma Berzerk) und Tilo Wolff (Lacrimosa) im Astan abgedruckt.
Laut Bianca Stücker konnte das Astan mit den Themenschwerpunkten Visual Kei sowie der erotischen Fotografie und der verstärkten Promotion einzelner Bands neue Trends in der Schwarzen Szene setzen die darauf von anderen Szenemedien aufgegriffen wurden. Unter anderem beeinflusste ihr zufolge das Magazin die Popularität der Band Untoten, welche schon früh in der Zeitschrift regelmäßig hervorgehoben wurde. Im Jahr 2007 wurde der Verlag der Zeitschrift eingestellt, stattdessen konzentrierte sich der Verlag auf die seit 1994 aktive Konzertagentur.

## Inhalt und Gestaltung
Das Magazin widmete sich mit ausführlichen Berichten und Interviews unbekannten und populären Künstlern und Themen aus dem Alternative-, Visual-Kei- und Schwarzen-Szene-Umfeld. Zu den regelmäßigen Features des Magazins gehörte mindestens eine mehrseitige Präsentation des Werks eines Fotografen erotischer Fotografie. Derweil erschien das Magazin durchgehend in einem schwarz-weißen DIN-A4-Format.
Vereinzelt wurden auch Musiker aus dem Gothic- und Dark-Wave-Bereich thematisiert, jedoch blieb dieser Themenschwerpunkt eher klein gegenüber den dominanten Themenschwerpunkten. Neben Interviews, Rubriken für Literatur und Filme und Esoterik lag dem Heft eine CD-Compilation bei, die renommierte Künstler und Newcomer-Bands präsentierte. Die CD enthielt zudem einen CD-ROM-Anteil, der weitere ausführliche Interviews und Fotos enthielt.
Im Verhältnis zu den großen Zeitschriften der Szene bezeichnete Andrea Schlitz das Astan als vergleichsweise kleines Magazin, in einer Auflagenstärke die eher dem Gothic als der Zillo entspricht. Als Besonderheit angesichts der Auflagenhöhe und Reichweite des Magazins wird hervorgehoben, dass das Magazin gänzlich unabhängig und ohne Werbeanzeigen produziert wurde.